# Дунъэ
Дунъэ́ (кит. упр. 东阿, пиньинь Dōng'ē, буквально: «восточнее холма Э») — уезд городского округа Ляочэн провинции Шаньдун (КНР).

## История
Впервые уезд был образован ещё при империи Хань. В 457 году он был присоединён к уезду Гучэн (谷城县).
При империи Поздняя Вэй уезд был образован снова, а при империи Поздняя Ци уже уезд Гучэн был присоединён к уезду Дунъэ, но при империи Тан в 742 году уезд Гучэн был выделен вновь.
В 1949 году уезд вошёл в состав Специального района Ляочэн (聊城专区) новообразованной провинции Пинъюань. В 1952 году провинция Пинъюань была расформирована, и Специальный район Ляочэн был передан в состав провинции Шаньдун. В 1958 году уезд Дунъэ был расформирован, а его территория разделена между уездами Чипин и Шоучжан.
В 1961 году уезд Дунъэ был создан вновь. В 1967 году Специальный район Ляочэн был переименован в Округ Ляочэн (聊城地区).
Постановлением Госсовета КНР от 29 августа 1997 года были расформированы округ Ляочэн и городской уезд Ляочэн, а вместо них образован Городской округ Ляочэн.

## Административное деление
Уезд делится на 2 уличных комитета, 7 посёлков и 1 волость.